# Gogolice, Hạt Gryfino
Gogolice [ɡɔɡɔˈlit͡sɛ] là một ngôi làng thuộc khu hành chính của Gmina Trzcińsko-Zdrój, thuộc hạt Gryfino, West Pomeranian Voivodeship, ở phía tây bắc Ba Lan. Nó nằm khoảng 7 kilômét (4 mi) về phía nam của Trzcińsko-Zdrój, 39 km (24 mi) phía nam Gryfino và 56 km (35 mi) phía nam thủ đô khu vực Szczecin.
Trước năm 1945, khu vực này là một phần của Đức. Đối với lịch sử của khu vực, xem Lịch sử của Pomerania.